# Carlos Lopes (sporter)
Carlos Alberto de Sousa (Carlos) Lopes (Viseu, 18 februari 1947) is een voormalige langeafstandsloper uit Portugal. Hij werd olympisch kampioen op de marathon, wereldkampioen veldlopen en meervoudig Portugees kampioen op diverse lange afstanden. Op de marathon had hij het wereldrecord drie jaar lang in handen.

## Biografie

### Bescheiden begin
Carlos Lopes' sportcarrière begon niet voortvarend. Op de Europese kampioenschappen van 1971 in Helsinki behaalde hij op de 10.000 m slechts een 33e plaats. Op de 3000 m viel hij in de voorrondes uit. Ook op de Olympische Spelen van München in 1972 kwam hij niet door de voorrondes.

### Doorbraak
Carlos Lopes maakte zijn doorbraak in 1976. Hij werd wereldkampioen veldlopen en tijdens een 10.000 m-wedstrijd in München verbeterde hij zijn persoonlijke record met 45 seconden naar 27.45,71. Door deze tijd reisde hij datzelfde jaar als topfavoriet naar de Olympische Spelen van 1976 in Montreal. Op de olympische 10.000 m dicteerde hij de hele wedstrijd het tempo, totdat in de laatste ronde de Fin Lasse Virén hem inhaalde. Hij moest genoegen nemen met zilver achter de Fin en de Brit Brendan Foster veroverde brons.

### Europese records
In 1982 brak hij het Europese record op de 10.000 m met een tijd van 27.24,39. Het vorige record was van zijn teamgenoot Fernando Mamede. Hij liep dat jaar ook zijn eerste marathon in New York, maar liep deze niet uit, omdat hij tegen een toeschouwer aanliep.
In 1983 werd Lopes vicewereldkampioen veldlopen in Gateshead. In zijn tweede marathon in Rotterdam finishte hij slechts twee seconden achter de winnaar Robert de Castella en brak hiermee het Europese record met een tijd van 2:08.39. Hij won dat jaar ook de Great North Run (21,1 km) in 1:02.46.
Het jaar 1984 was zijn meest succesvolle jaar. Hij werd in New Jersey voor de tweede maal wereldkampioen veldlopen. Op 4 juli 1984 liep hij in Stockholm een persoonlijk record op de 10.000 m van 27.17,48 en hielp Fernando Mamede de wedstrijd te winnen in een wereldrecord van 27,13.81.

### Olympisch kampioen
Carlos Lopes nam ook deel aan de Olympische Spelen van Los Angeles in 1984. Een week voor deze Spelen werd hij overreden door een auto, maar mysterieus genoeg had hij geen letsel. Op de Spelen won hij de marathon in een tijd van 2:09.21. Vanaf 34,5 km nam hij de leiding en liep de volgende 5 km in slechts 14.33 minuten. Hij behield deze voorsprong tot aan de finish en won uiteindelijk met 35 seconden voorsprong op de Ier John Treacy. Hij veroverde hiermee het eerste olympische goud voor Portugal ooit. Op dat moment had hij nog maar drie marathons gelopen, waarvan hij er slechts één uitliep.

### Wereldrecord
Zijn laatste succes was de marathon van Rotterdam in 1985. Hij verbrak in deze wedstrijd in een tijd van 2:07.12 het wereldrecord met 53 seconden. Hij was hiermee de eerste man die de marathon binnen de 2:08 liep. Na deze wedstrijd liep hij nog de Tokyo International Marathon. Dit was zijn laatste wedstrijd.

## Titels
- Olympisch kampioen marathon - 1984
- Wereldkampioen veldlopen (lange afstand) - 1976, 1984, 1985
- Portugees kampioen 5000 m - 1968, 1983
- Portugees kampioen 10.000 m - 1970, 1978
- Portugees kampioen 3000 m steeplechase - 1975
- Portugees kampioen veldlopen - 1970, 1971, 1972, 1973, 1974, 1976, 1977, 1978, 1982, 1984

## Persoonlijke records
Baan
| Onderdeel           | Prestatie | Datum        | Plaats    |
| ------------------- | --------- | ------------ | --------- |
| 1500 m              | 3.44,3    | 1974         |           |
| 3000 m              | 7.48,8    | 1976         |           |
| 5000 m              | 13.16,38  | 28 juni 1984 | Oslo      |
| 10.000 m            | 27.17,48  | 2 juli 1984  | Stockholm |
| 3000 m steeplechase | 8.39,6    | 1973         | Lissabon  |

Weg
| Onderdeel | Prestatie       | Datum         | Plaats    |
| --------- | --------------- | ------------- | --------- |
| marathon  | 2:07.12 (ex-WR) | 20 april 1985 | Rotterdam |

## Palmares

### 5000 m
- 1968:  Portugese kamp. - 15.03,0
- 1972: 9e in serie OS - 14.29,6
- 1975:  Weltklasse Zürich - 13.33,78
- 1976:  Saint-Maur - 13.24,0
- 1976:  Weltklasse Zürich - 13.25,52
- 1982:  Athletissima - 13.17,28
- 1983:  Portugese kamp. - 13.28,1
- 1984:  Bislett Games - 13.16,38

### 10.000 m
- 1970:  Portugese kamp. in Lissabon - 30.26,6
- 1971: 33e EK in Helsinki - 30.05,6
- 1972: 9e in serie OS - 28.53,6
- 1976:  OS - 27.45,17
- 1976:  DN Galan - 27.42,65
- 1978:  Portugese kamp. in Lissabon - 28.21,0 (wel titel volgens gbrathletics.com)
- 1982:  Bislett Games - 27.24,39
- 1982:  West Athletic in Dublin - 27.57,7
- 1982: 4e EK in Athene - 27.47,95
- 1983:  Oslo Games - 27.23,44
- 1983: 6e WK - 28.06,78 (series 28.05,62)
- 1984:  Westathletic in Lissabon - 28.05,40
- 1984:  DN Galan - 27.17,48

### 5 km
- 1973:  Seia - 13.56

### 10 km
- 1979:  San Silvestre Vallecana in Madrid - 29.20,2
- 1980:  San Silvestre Vallecana in Madrid - 29.45,7
- 1984:  Governor's Cup in Denver - 29.10
- 1985:  Crescent City Classic in New Orleans - 28.17

### 15 km
- 1984:  El Paso Juarez Classic - 43.20

### halve marathon
- 1983:  Great North Run - 1:02.46
- 1986: 4e halve marathon van Egmond - 1:08.30

### marathon
- 1983:  marathon van Rotterdam - 2:08.39
- 1984:  OS - 2:09.21
- 1984:  Chicago Marathon - 2:09.06
- 1985:  marathon van Rotterdam - 2:07.12

### veldlopen
- 1970:  Portugese kamp. - onbekende tijd
- 1971:  Portugese kamp. - onbekende tijd
- 1972:  Portugese kamp. - onbekende tijd
- 1973:  Portugese kamp. in Lissabon - 36.30
- 1973: 24e WK in Waregem - onbekende tijd
- 1976:  Portugese kamp. in Lissabon - 36.07
- 1976:  WK in Chepstow - 34.47
- 1977:  Europese Crosscountry Cup - 30.04
- 1977:  Portugese kamp. in Vilamoura - 35.41
- 1977:  WK in Düsseldorf - 37.48,2
- 1980: 26e WK in Parijs - 37.55
- 1982:  Portugese kamp. - onbekende tijd
- 1982:  Europese Crosscountry Cup - 30.26
- 1983:  WK in Gateshead - 36.52
- 1984:  Portugese kamp. in Viseu - 34.26
- 1984:  WK in East Rutherford - 33.25
- 1985:  Europese Crosscountry Cup - 28.52
- 1985:  WK in Lissabon - 33.33

### 3000 m steeplechase
- 1975:  Portugese kamp. - 8.43,0

## Onderscheidingen
- COP Olympische medaille Nobre Guedes - 1973

1896: Spiridon Louis ·
1900: Michel Théato ·
1904: Thomas J. Hicks ·
1908: John Hayes ·
1912: Kenneth McArthur ·
1920: Hannes Kolehmainen ·
1924: Albin Stenroos ·
1928: Ahmed Boughéra El Ouafi ·
1932: Juan Carlos Zabala ·
1936: Sohn Kee-chung ·
1948: Delfo Cabrera ·
1952: Emil Zátopek ·
1956: Alain Mimoun ·
1960: Abebe Bikila ·
1964: Abebe Bikila ·
1968: Mamo Wolde ·
1972: Frank Shorter ·
1976: Waldemar Cierpinski ·
1980: Waldemar Cierpinski ·
1984: Carlos Lopes ·
1988: Gelindo Bordin ·
1992: Hwang Young-cho ·
1996: Josia Thugwane ·
2000: Gezahegne Abera ·
2004: Stefano Baldini ·
2008: Samuel Wanjiru ·
2012: Stephen Kiprotich ·
2016: Eliud Kipchoge ·
2020: Eliud Kipchoge ·
2024: Tamirat Tola
- World Athletics: 14350383
- Virtual International Authority File: 315947058